# Западно-Малобалыкское нефтяное месторождение
Западно-Малобалыкское — нефтяное месторождение в России. Расположено в Ханты-Мансийском автономном округе. Открыто в 1961 году, эксплуатацию начата в 1999 году.
Суммарные извлекаемые запасы нефти составляют 35,1 млн. тонн.
Месторождение относится к Западно-Сибирской провинции.
Оператором месторождение является АО «НК «Нефтиса». Добыча нефти в  2009 году составила 1,503 млн. тонн.